# Кривоконь, Виталий Дмитриевич
Виталий Дмитриевич Кривоконь (род. 3 января 1967, Луганск) — советский и российский футболист, защитник.
Воспитанник школы-интерната спортивного профиля Ворошиловграда. Бо́льшую часть профессиональной карьеры провёл во второй лиге первенств СССР и России (1985—1989, 1991, 1994—1998, 2000—2002, 2006). 1990 год отыграл во второй низшей лиге; 1992—1993 и 1999 — в первой. В 2003—2005 и 2007 годах играл на любительском уровне.
Выступал за команды «Заря» Ворошиловград (1985), «Звезда» Кировоград (1987), «Торпедо» Таганрог (1988—1997, 2003—2004), «Волгарь-Газпром» Астрахань (1998—1999), «Металлург» Новокузнецк (2000), «Сибур-Химик» Дзержинск (2001), «Спартак-Кавказтрансгаз» Изобильный (2002), «Тагмет» Таганрог (2005), «Строитель» Таганрог (2005), «Таганрог» (2006), «Строитель-Миус» Покровское (2007).